# جامع القدس (الأنبار)
جامع القدس من مساجد العراق الحديثة، ويقع في منطقة الثيلة قرب مستودع النفط، في قضاء الرمادي في محافظة الأنبار، والجامع مستلم من قبل ديوان الوقف السني في العراق وحالتهُ مضبوطة، وبني في عام 1411هـ/1991م، على نفقة المتبرع (عباس خضير المحمدي)، وتبلغ مساحتهُ 866م2، ويحتوي الحرم على مصلى واسع تبلغ مساحته حوالي 500م2 ويتسع لأكثر من 500 مصل، وله سقف عالي يرتفع حوالي 5م، وتقام في الجامع صلاة الجمعة وصلاة العيدين والصلوات الخمس.
وتحيط الحرم النوافذ الواسعة، ويحتوي مبنى الجامع على دارين وعلى قاعة مخصصة لاقامة المناسبات الدينية وغرفة مخصصة للامام والخطيب.
وتعلو الحرم منارة مئذنة مصنوعة من الحديد ومقابل الحرم حديقة واسعة.